# Камо (Сидзуока)
Камо (яп. 賀茂郡 Камо-гун) уезд расположен в префектуре Сидзуока, Япония.

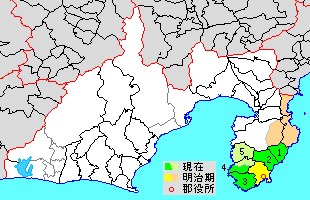
Расположение уезда Камо в префектуре Сидзуока.

По оценкам на 1 апреля 2017 года, население составляет 41,976 человек, площадь 479.17 км², плотность 87.6 человек / км².

## Посёлки и сёла
- Хигасиидзу
- Кавадзу
- Мацудзаки
- Минамиидзу
- Нисиидзу